# Zeriuani
Zeriuani – nazwa plemienia wymieniona przez Geografa Bawarskiego w połowie IX w. Według niego, od tego ludu miały wywodzić swój rodowód wszystkie inne plemiona słowiańskie.
Lokalizacja plemienia niejasna. 